# Кригер, Владимир Александрович
Влади́мир Алекса́ндрович Кри́гер (1872 — 15 августа 1932, Москва) — российский, советский актёр, театральный режиссёр, заслуженный артист РСФСР (1925).

## Биография
С 1890 года учился в Москве на драматических курсах П. Невежина. Работал в антрепризах М. Бородая, Н. Соловцова. Играл в Москве — в оперетте Щукина «Эрмитаж» (где ежедневно выступал с Раисовой, Вяльцевой и другими), затем в театре «Аквариум», в антрепризе А. С. Полонского. В Петербурге в Василеостровском театре и театре «Аркадия», в Старой Руссе, Самаре, Новгороде, Саратове, Казани, амплуа — роли простаков с пением.
В 1902—1932 — актёр Театра Корша, в 1909—1911 годы его главный режиссёр.

В. А. Кригер занимал амплуа «простака», и его привыкли видеть на сцене мощным, шумным, хохочущим, пышущим здоровьем. Он не мог выйти на сцену, не смеясь. Его появлению всегда предшествовали раскаты хохота или грохот чего-то падающего. Публика его обожала и радовалась при первом его шаге на сцене.
—  Павел Марков, «Книга воспоминаний» 1983
Работал в кинематографе с Я. Протазановым.
Автор книги «Актёрская громада. Русская театральная провинция. 1890—1902». Заслуженный артист РСФСР (1925).
В. А. Кригер скончался 15 августа 1932 года. Похоронен в Москве на Новодевичьем кладбище (участок № 2).

### Семья
- Жена — Надежда Ниловна Кригер-Богдановская (1876—1947), драматург и актриса;

- Дочь — Викторина Владимировна Кригер (1893—1978), театральный деятель, балерина, балетный критик; её муж — театральный администратор Илья Миронович Шлуглейт.

## Роли в театре
- Митрофанушка — «Недоросль» Д. Фонвизина
- Репетилов — «Горе от ума» А. Грибоедова
- Ноздрёв — «Мёртвые души» Н. Гоголя
- Кудряш — «Гроза» А. Островского
- Миронов — «Дни нашей жизни» Л. Андреева
- Беренгейм, генерал — «Канцлер и слесарь» А. Луначарского

## Избранная фильмография
- 1913 — Один насладился, другой расплатился — старый любовник
- 1913 — О чём рыдала скрипка
- 1914 — Амур, Артур и К
- 1914 — Блюститель нравственности
- 1914 — Женщина захочет — чёрта обморочит
- 1914 — Произведение искусства
- 1914 — Сделайте ваше одолжение
- 1918 — Заёмная жена — Спайдер
- 1918 — Слякоть бульварная — Куликов, учитель латинского языка
- 1924 — Банда батьки Кныша — начальник штаба белых
- 1925 — Крест и маузер — архиепископ
- 1925 — Сигнал — генерал
- 1926 — Абрек Заур — наказной атаман
- 1926 — Декабристы — управляющий имением Анненковых
- 1927 — Кафе Фанкони
- 1928 — Провокатор / Его карьера — Боровский, зажиточный помещик